# U-47700 (cortometraje)
U-47700 es un cortometraje holandés del 2021 escrito y dirigido por Erasmo de la Parra, protagonizado por Walt Klink, Teun Stokkel y Kees van Wandelen. La película fue escrita por Lucia Bärtschi y Erasmo de la Parra y participó en diversos festivales internacionales de cine.

## Argumento
OB, K. y Kalkin viven en un futuro cercano donde gran parte de la humanidad es adicta a una nueva droga hecha con el componente U-47700. Cuando Kalkin comienza a experimentar visiones de la profetisa Ador Mada, deben elegir entre la droga y la amistad.

## Reparto
| Actor             | personaje                  |
| ----------------- | -------------------------- |
| Walt Klink        | OB (Obelix)                |
| Teun Stockel      | Glauser Kalkin             |
| Kees van Wandelen | K. (Kingston Von Kareldam) |
| Madelief Smit     | Ador Mada                  |
| Matti Stooker     | chico drogadicto           |

## Producción
La película se rodó en la antigua iglesia Afrikahuis y en el complejo de oficinas de Leeuwenburg, que ahora es utilizado en parte por la Universidad de Ciencias Aplicadas de Ámsterdam. Las grabaciones se realizaron bajo estrictas reglas de COVID-19 y con el permiso oficial del municipio de Ámsterdam.